# Brasil en la clasificación de Conmebol para la Copa Mundial de Fútbol de 2022
La selección de fútbol de Brasil fue uno de los diez equipos nacionales que participaron en la clasificación de Conmebol para la Copa Mundial de Fútbol, en la que se definieron los representantes de Conmebol para la Copa Mundial de Fútbol de 2022 que se desarrolló en Catar.
La etapa preliminar —también denominada eliminatorias— se jugó en América del Sur desde octubre de 2020 hasta el 29 de marzo de 2022 en encuentros de ida y vuelta.

## Sistema de juego
El sistema de juego de las eliminatorias consistió por séptima ocasión consecutiva, en enfrentamientos de ida y vuelta todos contra todos, con un total 18 jornadas.
Luego de cinco ediciones con los partidos ya designados, la Conmebol sorteó el calendario de partidos, en la Ciudad de Luque, Paraguay, el 17 de diciembre de 2019.
Los primeros cuatro puestos accedieron de manera directa a la Copa Mundial de Fútbol de 2022. La selección que logró el quinto puesto disputó una serie eliminatoria a dos partidos de ida y vuelta ante el equipo nacional de otra confederación.

## Sedes
| Ciudad              | Estadio  |
| ------------------- | -------- |
| Belo Horizonte      | Mineirão |
|                     |          |
| 61 846 espectadores |          |

| Ciudad              | Estadio           |
| ------------------- | ----------------- |
| Manaus              | Arena da Amazônia |
|                     |                   |
| 50 000 espectadores |                   |

| Ciudad              | Estadio |
| ------------------- | ------- |
| São Paulo           | Morumbi |
|                     |         |
| 72 039 espectadores |         |

| Ciudad              | Estadio           |
| ------------------- | ----------------- |
| São Paulo           | Neo Química Arena |
|                     |                   |
| 49 205 espectadores |                   |

| Ciudad              | Estadio   |
| ------------------- | --------- |
| Porto Alegre        | Beira-Rio |
|                     |           |
| 50 128 espectadores |           |

| Ciudad              | Estadio          |
| ------------------- | ---------------- |
| Recife              | Arena Pernambuco |
|                     |                  |
| 45 250 espectadores |                  |

## Tabla de posiciones
| Pos. | Selección | Pts. | PJ | G  | E | P  | GF | GC | Dif. |
| ---- | --------- | ---- | -- | -- | - | -- | -- | -- | ---- |
| 1.   | Brasil    | 45   | 17 | 14 | 3 | 0  | 40 | 5  | 35   |
| 2.   | Argentina | 39   | 17 | 11 | 6 | 0  | 27 | 8  | 19   |
| 3.   | Uruguay   | 28   | 18 | 8  | 4 | 6  | 22 | 22 | 0    |
| 4.   | Ecuador   | 26   | 18 | 7  | 5 | 6  | 27 | 19 | 8    |
| 5.   | Perú      | 24   | 18 | 7  | 3 | 8  | 19 | 22 | −3   |
| 6.   | Colombia  | 23   | 18 | 5  | 8 | 5  | 20 | 19 | 1    |
| 7.   | Chile     | 19   | 18 | 5  | 4 | 9  | 19 | 26 | −7   |
| 8.   | Paraguay  | 16   | 18 | 3  | 7 | 8  | 12 | 26 | −14  |
| 9.   | Bolivia   | 15   | 18 | 4  | 3 | 11 | 23 | 42 | −19  |
| 10.  | Venezuela | 10   | 18 | 3  | 1 | 14 | 14 | 34 | −20  |

| L\V                  | Bandera de Argentina | Bandera de Bolivia | Bandera de Brasil | Bandera de Chile | Bandera de Colombia | Bandera de Ecuador | Bandera de Paraguay | Bandera de Perú | Bandera de Uruguay | Bandera de Venezuela |
| Bandera de Argentina |                      | 3:0                | 0:0               | 1:1              | 1:0                 | 1:0                | 1:1                 | 1:0             | 3:0                | 3:0                  |
| Bandera de Bolivia   | 1:2                  |                    | 0:4               | 2:3              | 1:1                 | 2:3                | 4:0                 | 1:0             | 3:0                | 3:1                  |
| Bandera de Brasil    | :                    | 5:0                |                   | 4:0              | 1:0                 | 2:0                | 4:0                 | 2:0             | 4:1                | 1:0                  |
| Bandera de Chile     | 1:2                  | 1:1                | 0:1               |                  | 2:2                 | 0:2                | 2:0                 | 2:0             | 0:2                | 3:0                  |
| Bandera de Colombia  | 2:2                  | 3:0                | 0:0               | 3:1              |                     | 0:0                | 0:0                 | 0:1             | 0:3                | 3:0                  |
| Bandera de Ecuador   | 1:1                  | 3:0                | 1:1               | 0:0              | 6:1                 |                    | 2:0                 | 1:2             | 4:2                | 1:0                  |
| Bandera de Paraguay  | 0:0                  | 2:2                | 0:2               | 0:1              | 1:1                 | 3:1                |                     | 2:2             | 0:1                | 2:1                  |
| Bandera de Perú      | 0:2                  | 3:0                | 2:4               | 2:0              | 0:3                 | 1:1                | 2:0                 |                 | 1:1                | 1:0                  |
| Bandera de Uruguay   | 0:1                  | 4:2                | 0:2               | 2:1              | 0:0                 | 1:0                | 0:0                 | 1:0             |                    | 4:1                  |
| Bandera de Venezuela | 1:3                  | 4:1                | 1:3               | 2:1              | 0:1                 | 2:1                | 0:1                 | 1:2             | 0:0                |                      |

|  | Clasificados a la Copa Mundial de Fútbol de 2022. |
|  | Clasificado a la Repesca Internacional.           |

### Evolución de posiciones
| País / Fecha | 1   | 2   | 3   | 4   | 5   | 6   | 7   | 8   | 9   | 10  | 11  | 12  | 13  | 14  | 15  | 16  | 17  | 18  |
| ------------ | --- | --- | --- | --- | --- | --- | --- | --- | --- | --- | --- | --- | --- | --- | --- | --- | --- | --- |
| Brasil       | 1.º | 1.º | 1.º | 1.º | 1.º | 1.º | 1.º | 1.º | 1.º | 1.º | 1.º | 1.º | 1.º | 1.º | 1.º | 1.º | 1.º | 1.º |

### Puntos obtenidos contra cada selección durante las eliminatorias
| VS        | Bandera de Argentina | Bandera de Bolivia | Bandera de Chile | Bandera de Colombia | Bandera de Ecuador | Bandera de Paraguay | Bandera de Perú | Bandera de Uruguay | Bandera de Venezuela | Total |
| --------- | -------------------- | ------------------ | ---------------- | ------------------- | ------------------ | ------------------- | --------------- | ------------------ | -------------------- | ----- |
| Local     | -                    | 3                  | 3                | 3                   | 3                  | 3                   | 3               | 3                  | 3                    | 24    |
| Visitante | 1                    | 3                  | 3                | 1                   | 1                  | 3                   | 3               | 3                  | 3                    | 21    |
| Total     | 1                    | 6                  | 6                | 4                   | 4                  | 6                   | 6               | 6                  | 6                    | 45    |

## Partidos

### Primera vuelta
| 9 de octubre de 2020, 21:30 (UTC-3) | Brasil                                                                | 5:0 (2:0) | Bolivia | Neo Química Arena, São Paulo                                                 |                                                                              |
|                                     | Marquinhos 16' · Firmino 30' 49' · Carrasco 66' (a.g.) · Coutinho 73' | Reporte   |         | Asistencia: 0 espectadores Árbitro(s): Leodán González VAR: Esteban Ostojich | Asistencia: 0 espectadores Árbitro(s): Leodán González VAR: Esteban Ostojich |

| 13 de octubre de 2020, 19:00 (UTC-5) | Perú                    | 2:4 (1:1) | Brasil                                               | Estadio Nacional, Lima                                                |                                                                       |
|                                      | Carrillo 6' · Tapia 59' | Reporte   | Neymar 28' (pen.) 83' (pen.) 90+4' · Richarlison 64' | Asistencia: 0 espectadores Árbitro(s): Julio Bascuñán VAR: Piero Maza | Asistencia: 0 espectadores Árbitro(s): Julio Bascuñán VAR: Piero Maza |

| 13 de noviembre de 2020, 21:30 (UTC-3) | Brasil      | 1:0 (0:0) | Venezuela | Estadio Morumbi, São Paulo                                           |                                                                      |
|                                        | Firmino 67' | Reporte   |           | Asistencia: 0 espectadores Árbitro(s): Juan Benítez VAR: Eber Aquino | Asistencia: 0 espectadores Árbitro(s): Juan Benítez VAR: Eber Aquino |

| 17 de noviembre de 2020, 20:00 (UTC-3) | Uruguay | 0:2 (0:2) | Brasil                       | Estadio Centenario, Montevideo                                           |                                                                          |
|                                        |         | Reporte   | Arthur 34' · Richarlison 45' | Asistencia: 0 espectadores Árbitro(s): Roberto Tobar VAR: Cristián Garay | Asistencia: 0 espectadores Árbitro(s): Roberto Tobar VAR: Cristián Garay |

| 4 de junio de 2021, 21:30 (UTC-3) | Brasil                                | 2:0 (0:0) | Ecuador | Estadio Beira-Rio, Porto Alegre                                           |                                                                           |
|                                   | Richarlison 65' · Neymar 90+4' (pen.) | Reporte   |         | Asistencia: 0 espectadores Árbitro(s): Alexis Herrera VAR: Cristián Garay | Asistencia: 0 espectadores Árbitro(s): Alexis Herrera VAR: Cristián Garay |

| 8 de junio de 2021, 20:30 (UTC-4) | Paraguay | 0:2 (0:1) | Brasil                          | Estadio Defensores del Chaco, Asunción                                      |                                                                             |
|                                   |          | Reporte   | Neymar 4' · Lucas Paquetá 90+3' | Asistencia: 0 espectadores Árbitro(s): Patricio Loustau VAR: Mauro Vigliano | Asistencia: 0 espectadores Árbitro(s): Patricio Loustau VAR: Mauro Vigliano |

| 2 de septiembre de 2021, 21:00 (UTC-4) | Chile | 0:1 (0:0) | Brasil              | Estadio Monumental, Santiago                                                |                                                                             |
|                                        |       | Reporte   | Éverton Ribeiro 64' | Asistencia: 11 000 espectadores Árbitro(s): Diego Haro VAR: Víctor Carrillo | Asistencia: 11 000 espectadores Árbitro(s): Diego Haro VAR: Víctor Carrillo |

| 10 de octubre de 2021, 16:00 (UTC-5) | Colombia | 0:0     | Brasil | Estadio Metropolitano, Barranquilla                                          |                                                                              |
|                                      |          | Reporte |        | Asistencia: 35 000 espectadores Árbitro(s): Patricio Loustau VAR: Piero Maza | Asistencia: 35 000 espectadores Árbitro(s): Patricio Loustau VAR: Piero Maza |

| 22 de septiembre de 2022 | Brasil | Cancelado                     | Argentina |  |  |
| |        | FIFA Reporte Conmebol Reporte |           |  |  |
| El partido se suspendió a los 6 minutos con el marcador 0:0, la programación original se desarrolló el 5 de septiembre de 2021 a las 16:00 (UTC-3), en el Neo Química Arena de São Paulo. El 14 de febrero de 2022, la FIFA informó que el partido debe repetirse en una fecha posterior. El 22 de abril de 2022, la FIFA confirmó el 22 de septiembre de 2022 como la fecha para repetirse el partido. El 16 de agosto de 2022 la AFA confirmó un acuerdo con FIFA y la CBF para cancelar el encuentro. |        |                               |           |  |  |

### Segunda vuelta
| 9 de septiembre de 2021, 21:30 (UTC-3) | Brasil                           | 2:0 (2:0) | Perú | Arena Pernambuco, Recife                                                     |                                                                              |
|                                        | Éverton Ribeiro 14' · Neymar 40' | Reporte   |      | Asistencia: Sin espectadores Árbitro(s): Wilmar Roldán VAR: Esteban Ostojich | Asistencia: Sin espectadores Árbitro(s): Wilmar Roldán VAR: Esteban Ostojich |

| 7 de octubre de 2021, 19:30 (UTC-4) | Venezuela   | 1:3 (1:0) | Brasil                                                     | Estadio Olímpico de la UCV, Caracas                                     |                                                                         |
|                                     | Ramírez 11' | Reporte   | Marquinhos 71' · Gabriel Barbosa 85' (pen.) · Antony 90+6' | Asistencia: 6000 espectadores Árbitro(s): Kevin Ortega VAR: Eber Aquino | Asistencia: 6000 espectadores Árbitro(s): Kevin Ortega VAR: Eber Aquino |

| 14 de octubre de 2021, 20:30 (UTC-4) | Brasil                                               | 4:1 (2:0) | Uruguay    | Arena da Amazônia, Manaus                                                          |                                                                                    |
|                                      | Neymar 10' · Raphinha 18', 58' · Gabriel Barbosa 83' | Reporte   | Suárez 77' | Asistencia: 12 500 espectadores Árbitro(s): Fernando Rapallini VAR: Mauro Vigliano | Asistencia: 12 500 espectadores Árbitro(s): Fernando Rapallini VAR: Mauro Vigliano |

| 11 de noviembre de 2021, 21:30 (UTC-3) | Brasil            | 1:0 (0:0) | Colombia | Neo Química Arena, São Paulo                                                  |                                                                               |
|                                        | Lucas Paquetá 72' | Reporte   |          | Asistencia: 22 800 espectadores Árbitro(s): Roberto Tobar VAR: Germán Delfino | Asistencia: 22 800 espectadores Árbitro(s): Roberto Tobar VAR: Germán Delfino |

| 16 de noviembre de 2021, 20:30 (UTC-3) | Argentina | 0:0     | Brasil | Estadio Bicentenario, San Juan                                                 |                                                                                |
|                                        |           | Reporte |        | Asistencia: 25 000 espectadores Árbitro(s): Andrés Cunha VAR: Esteban Ostojich | Asistencia: 25 000 espectadores Árbitro(s): Andrés Cunha VAR: Esteban Ostojich |

| 27 de enero de 2022, 16:00 (UTC-5) | Ecuador    | 1:1 (0:1) | Brasil      | Estadio Rodrigo Paz Delgado, Quito                                             |                                                                                |
|                                    | Torres 75' | Reporte   | Casemiro 6' | Asistencia: 17 992 espectadores Árbitro(s): Wilmar Roldán VAR: Leodán González | Asistencia: 17 992 espectadores Árbitro(s): Wilmar Roldán VAR: Leodán González |

| 1 de febrero de 2022, 21:30 (UTC-3) | Brasil                                                          | 4:0 (1:0) | Paraguay | Estadio Mineirão, Belo Horizonte                                                |                                                                                 |
|                                     | Raphinha 28' · Philippe Coutinho 62' · Antony 86' · Rodrygo 88' | Reporte   |          | Asistencia: 32 344 espectadores Árbitro(s): Facundo Tello VAR: Patricio Loustau | Asistencia: 32 344 espectadores Árbitro(s): Facundo Tello VAR: Patricio Loustau |

| 24 de marzo de 2022, 20:30 (UTC-3) | Brasil                                                                              | 4:0 (2:0) | Chile | Estadio Maracaná, Río de Janeiro                                              |                                                                               |
|                                    | Neymar 44' (pen.) · Vinícius Júnior 45+1' · Coutinho 72' (pen.) · Richarlison 90+1' | Reporte   |       | Asistencia: 69 368 espectadores Árbitro(s): Darío Herrera VAR: Mauro Vigliano | Asistencia: 69 368 espectadores Árbitro(s): Darío Herrera VAR: Mauro Vigliano |

| 29 de marzo de 2022, 19:30 (UTC-4) | Bolivia | 0:4 (0:2) | Brasil                                                           | Estadio Hernando Siles, La Paz               |                                              |
|                                    |         | Reporte   | Lucas Paquetá 24' · Richarlison 45', 90+1' · Bruno Guimarães 66' | Árbitro(s): Eber Aquino VAR: Leodán González | Árbitro(s): Eber Aquino VAR: Leodán González |

## Jugadores
Listado de jugadores que han participado del proceso eliminatorio para la Copa Mundial 2022.
| Nombre             | Posición       | Edad    | Club                                    |
| ------------------ | -------------- | ------- | --------------------------------------- |
| Alisson            | Portero        | 32 años | Liverpool F. C.                         |
| Weverton           | Portero        | 37 años | S. E. Palmeiras                         |
| Santos             | Portero        | 27 años | Athletico Paranaense                    |
| Ederson            | Portero        | 31 años | Manchester City F. C.                   |
| Éverson            | Portero        | 34 años | C. Atlético Mineiro                     |
| Gabriel Grando     | Portero        | 24 años | Grêmio                                  |
| Gabriel Magalhães  | Defensa        | 27 años | Arsenal F. C.                           |
| Alex Telles        | Defensa        | 32 años | Manchester United F. C.                 |
| Thiago Silva       | Defensa        | 40 años | Chelsea F. C.                           |
| Marquinhos         | Defensa        | 30 años | París Saint-Germain F. C.               |
| Felipe             | Defensa        | 35 años | Atlético de Madrid                      |
| Danilo             | Defensa        | 33 años | Juventus F. C.                          |
| Rodrigo Caio       | Defensa        | 31 años | C. R. Flamengo                          |
| Dani Alves         | Defensa        | 41 años | F. C. Barcelona                         |
| Renan Lodi         | Defensa        | 26 años | Atlético de Madrid                      |
| Alex Sandro        | Defensa        | 26 años | Juventus F. C.                          |
| Lucas Veríssimo    | Defensa        | 29 años | S. L. Benfica                           |
| João Miranda       | Defensa        | 40 años | São Paulo F. C.                         |
| Guilherme Arana    | Defensa        | 27 años | C. Atlético Mineiro                     |
| Emerson Royal      | Defensa        | 24 años | Tottenham Hotspur F. C.                 |
| Éder Militão       | Defensa        | 27 años | Real Madrid C. F.                       |
| Léo                | Defensa        | 29 años | Red Bull Bragantino                     |
| Wendell            | Defensa        | 31 años | F. C. Oporto                            |
| Gabriel Menino     | Centrocampista | 19 años | S. E. Palmeiras                         |
| Bruno Guimarães    | Centrocampista | 26 años | Newcastle United F. C.                  |
| Casemiro           | Centrocampista | 33 años | Real Madrid C. F.                       |
| Fabinho            | Centrocampista | 31 años | Liverpool F. C.                         |
| Éverton Ribeiro    | Centrocampista | 36 años | C. R. Flamengo                          |
| Fred               | Centrocampista | 32 años | Manchester United F. C.                 |
| Gerson             | Centrocampista | 27 años | Olympique de Marsella                   |
| Edenilson          | Centrocampista | 35 años | S. C. Internacional                     |
| Douglas Luiz       | Centrocampista | 26 años | Aston Villa F. C.                       |
| Philippe Coutinho  | Centrocampista | 32 años | Aston Villa F. C.                       |
| Lucas Paquetá      | Centrocampista | 27 años | Olympique de Lyon                       |
| Arthur             | Centrocampista | 28 años | Juventus F. C.                          |
| Claudinho          | Centrocampista | 28 años | Zenit de San Petersburgo                |
| Gabriel Martinelli | Delantero      | 23 años | Arsenal F. C.                           |
| Matheus Cunha      | Delantero      | 25 años | Wolverhampton Wanderers F. C.           |
| Neymar             | Delantero      | 33 años | Paris Saint-Germain F. C. de la Ligue 1 |
| Richarlison        | Delantero      | 27 años | Everton F. C.                           |
| Raphinha           | Delantero      | 28 años | Leeds United F. C.                      |
| Rodrygo Goes       | Delantero      | 23 años | Real Madrid C. F.                       |
| Vinícius Júnior    | Delantero      | 24 años | Real Madrid C. F.                       |
| Gabriel Jesus      | Delantero      | 26 años | Arsenal F. C.                           |
| Éverton            | Delantero      | 28 años | S. L. Benfica                           |
| Roberto Firmino    | Delantero      | 33 años | Liverpool F. C.                         |
| Gabriel Barbosa    | Delantero      | 28 años | C. R. Flamengo                          |
| Hulk               | Delantero      | 38 años | Atlético Mineiro                        |
| Endrick            | Delantero      | 18 años | S. E. Palmeiras                         |
| Malcom             | Delantero      | 28 años | Zenit de San Petersburgo                |
| Pedro              | Delantero      | 27 años | C. R. Flamengo                          |
| Antony             | Delantero      | 25 años | Manchester United F. C.                 |

## Estadísticas

### Generales
| 45 | 17 | 14 | 3 | 0 | 40 | 5 | +35 |

| 24 | 8 | 8 | 0 | 0 | 23 | 1 | +22 |

| 21 | 9 | 6 | 3 | 0 | 17 | 4 | +13 |

### Goleadores
| #     | Jugador          | Goles | PJ | Prom. | Jugada | Cabeza | Tiro libre | Penal |
| ----- | ---------------- | ----- | -- | ----- | ------ | ------ | ---------- | ----- |
| 1     | Neymar           | 3     | 2  | 1.50  | 1      | 0      | 0          | 2     |
| 1     | Firmino          | 3     | 4  | 0.75  | 3      | 0      | 0          | 0     |
| 2     | Richarlison      | 2     | 4  | 0.50  | 1      | 1      | 0          | 0     |
| 3     | Arthur Melo      | 1     | 1  | 1.00  | 1      | 0      | 0          | 0     |
| 3     | Coutinho         | 1     | 2  | 0.50  | 0      | 1      | 0          | 0     |
| 3     | Marquinhos       | 1     | 4  | 0.25  | 0      | 1      | 0          | 0     |
|       | En propia puerta | 1     | 4  | 0.25  | 1      | 0      | 0          | 0     |
| Total | Total            | 12    | 4  | 3.00  | 7      | 3      | 0          | 2     |

### Asistencias
| #     | Jugador       | Asistencias | Jugada | Cabeza | Tiro libre | Saque de esquina |
| ----- | ------------- | ----------- | ------ | ------ | ---------- | ---------------- |
| 1     | Neymar        | 2           | 2      | 0      | 0          | 0                |
| 1     | Renan Lodi    | 2           | 2      | 0      | 0          | 0                |
| 2     | Gabriel Jesus | 1           | 1      | 0      | 0          | 0                |
| 2     | Firmino       | 1           | 0      | 1      | 0          | 0                |
| 2     | Danilo Luiz   | 1           | 1      | 0      | 0          | 0                |
| Total | Total         | 7           | 6      | 1      | 0          | 0                |

### Arqueros
| #     | Jugador  | Gol anulado | PJ | Prom. | VI | Jugada | Cabeza | Tiro libre | Penal |
| ----- | -------- | ----------- | -- | ----- | -- | ------ | ------ | ---------- | ----- |
| 1     | Ederson  | 0           | 2  | 0.00  | 2  | 0      | 0      | 0          | 0     |
| 2     | Weverton | 2           | 2  | 1.00  | 1  | 2      | 0      | 0          | 0     |
| Total | Total    | 2           | 4  | 0.50  | 3  | 2      | 0      | 0          | 0     |

## Resultado final
| Brasil                         |
| Clasificado                    |
| Copa Mundial de Fútbol de 2022 |
| 22.° participación             |